# Linköpings HC 2009/2010
Linköpings HC 2009/2010 var Linköpings HC:s 10:e säsong i Elitserien i ishockey.
Linköpings HC började säsongen i augusti med spel i Nordic Trophy som denna säsong endast bestod av svenska lag. Efter att ha kommit på 4:e plats i grundserien vann de mot HV71 i semifinalen men förlorade sedan finalen med 4-1 mot Djurgårdens IF. 13 september spelade Linköping borta mot HV71 i en träningsmatch innan säsongen började en vecka senare mot just HV71.

## Silly Season
Den 13 januari 2009 meddelande klubben att de förlängt kontrakten med målvakten Axel Brage och backen Viktor Ekbom. Båda två var vid tillfället utlånade till Växjö Lakers respektive IK Oskarshamn i Hockeyallsvenskan. Drygt en vecka senare meddelades det på Linköpings officiella webbplats att backen Johan Fransson lämnar klubben med omedelbar verkan för att spela med HC Lugano i Schweiz. Dagen därpå lämnade också målvakten Jonas Fransson, för att sedan spela vidare i Stavanger Oilers.
19 mars meddelades det att Linköping inte kommer att förlänga målvakten Daniel Henrikssons kontrakt. Henriksson avslutade sin karriär i Linköpings HC. Efter endast en säsong i klubben stod det den 22 mars klart att Eric Beaudoin lämnar LHC för Rögle BK. Mikael Håkanson, som kom till Linköping inför säsongen 2002/2003, skrev den 27 mars ett nytt kontrakt över tre år med klubben.
Backen Erik Andersson skrev ett kontrakt på två år med LHC den 31 mars och blev därmed säsongens första nyförvärv för Linköping. Andersson spelade tidigare i Skellefteå AIK. 14 april meddelades det att klubben gjort klart med fem nya spelare. Backen Magnus Johansson och forwarden Tony Mårtensson återvänder efter att ha varit utlånade till Ryssland och KHL. Från Ryssland kom även målvakten Fredrik Norrena, som tidigare spelat i LHC och även i NHL. Övriga nyförvärv var forwarden Sebastian Karlsson, från Rögle BK, och centern Erik Lindhagen som flyttats upp från Linköpings juniorlag. Samtidigt gjorde man klart att Niklas Persson brutit kontraktet med klubben för att spela i KHL. Även backen Pekka Saravo bröt, den 22 april, kontraktet med klubben.
14 maj hade Linköping skrivit kontrakt med Niclas Hävelid, som bland annat spelat nio säsonger i NHL. Hävelid kom närmast ifrån New Jersey Devils. I slutet av maj valde klubben att förlänga med Fredrik Emvall och Jan Hlavac, båda 1 år. Samtidigt lämnade Calle Gunnarsson klubben för spel i NHL och Toronto Maple Leafs. I juni förlängde Linköping backarna Andreas Pihl (1+1 år), Dennis Bozic (1 år) och Robin Perssons (1 år) kontrakt.
Den sista spelaren att lämna Linköpings HC innan säsongen var backen Teemu Aalto den 3 augusti. 15 september blev forwarden Jari Tolsa sista spelare att förstärka truppen. Tolsa förlängde sedan i december kontraktet med Linköping med två år.

## Försäsong
Linköping började försäsongen med spel i Nordic Trophy-turneringen, totalt fem matcher plus två slutspelsmatcher, från 7 augusti till 29 augusti 2009.

### Nordic Trophy

#### Ställning
| Nordic Trophy    | GP | V | F | O | ÖTV | ÖTF | PSV | PSF | GM | IM | Pts |
| ---------------- | -- | - | - | - | --- | --- | --- | --- | -- | -- | --- |
| y-HV71           | 5  | 4 | 1 | 0 | 0   | 0   | 0   | 0   | 20 | 9  | 12  |
| y-Frölunda HC    | 5  | 3 | 2 | 0 | 0   | 0   | 0   | 0   | 17 | 14 | 9   |
| y-Djurgårdens IF | 5  | 2 | 2 | 1 | 0   | 1   | 0   | 0   | 13 | 11 | 7   |
| y-Linköpings HC  | 5  | 1 | 2 | 2 | 1   | 0   | 0   | 1   | 12 | 13 | 6   |
|                  |    |   |   |   |     |     |     |     |    |    |     |
| x-Färjestads BK  | 5  | 2 | 3 | 0 | 0   | 0   | 0   | 0   | 9  | 14 | 6   |
| x-Malmö Redhawks | 5  | 1 | 3 | 1 | 0   | 0   | 1   | 0   | 9  | 19 | 5   |

y - tog sig vidare till A-semifinal, x - tog sig vidare till B-semifinal

## Ordinarie säsong

### Grundserien
| Nr | Lag                | S  | V  | O  | F  | ÖV | ÖF | GM  | IM  | MS  | P  |
| -- | ------------------ | -- | -- | -- | -- | -- | -- | --- | --- | --- | -- |
| 1  | HV71               | 55 | 25 | 14 | 16 | 6  | 8  | 188 | 155 | +33 | 95 |
| 2  | Djurgårdens IF     | 55 | 26 | 12 | 17 | 2  | 10 | 161 | 130 | +31 | 92 |
| 3  | Linköpings HC      | 55 | 27 | 8  | 20 | 3  | 5  | 163 | 139 | +24 | 92 |
| 4  | Skellefteå AIK     | 55 | 26 | 9  | 20 | 1  | 8  | 146 | 141 | +5  | 88 |
| 5  | Färjestads BK (RM) | 55 | 25 | 10 | 20 | 2  | 8  | 132 | 144 | −12 | 87 |
| 6  | Brynäs IF          | 55 | 20 | 18 | 17 | 6  | 12 | 144 | 124 | +20 | 84 |
| 7  | Frölunda HC        | 55 | 22 | 11 | 22 | 1  | 10 | 155 | 156 | −1  | 78 |
| 8  | Timrå IK           | 55 | 18 | 18 | 19 | 3  | 15 | 138 | 150 | −12 | 75 |
| 9  | Modo               | 55 | 16 | 19 | 20 | 7  | 12 | 161 | 150 | +11 | 74 |
| 10 | Luleå HF           | 55 | 19 | 13 | 23 | 4  | 9  | 139 | 143 | −4  | 74 |
| 11 | Södertälje SK      | 55 | 14 | 14 | 27 | 7  | 7  | 131 | 176 | −45 | 63 |
| 12 | Rögle BK           | 55 | 13 | 12 | 30 | 4  | 8  | 125 | 175 | −50 | 55 |

Tabelldata är hämtade från Svenska Ishockeyförbundet.

## Slutspel
Då HV71 slutade som segrare av elitserien fick de välja vilket motstånd de ville ha i kvartsfinalen mellan det åttonde laget, Timrå IK, och det sjunde laget, Frölunda HC. Valet föll på Timrå IK. Djurgårdens IF som slutade två i serien fick därefter välja mellan Frölunda och Brynäs IF. Djurgården valde Brynäs och Linköping fick då välja mellan Frölunda och Färjestads BK. 
Linköping valde Frölunda och vann kvartsfinalserien med 4-3 i matcher. I semifinalserien mötte man Djurgården, som i kvarten slagit ut Brynäs med 4-1 i matcher. I semin förlorade dock Linköping med 4-1 i matcher och därmed var säsongen över för östgötarna.

## Spelarstatistik
| Namn                 | Nat      | Pos | GP               | G                | A                | P                | GP       | G        | A        | P        |
| Namn                 | Nat      | Pos | Ordinarie säsong | Ordinarie säsong | Ordinarie säsong | Ordinarie säsong | Slutspel | Slutspel | Slutspel | Slutspel |
| -------------------- | -------- | --- | ---------------- | ---------------- | ---------------- | ---------------- | -------- | -------- | -------- | -------- |
| Tony Mårtensson      | Sverige  | RW  | 55               | 19               | 44               | 63               | 12       | 5        | 7        | 12       |
| Jan Hlavac           | Tjeckien | C   | 38               | 30               | 21               | 51               | 12       | 6        | 6        | 12       |
| Jaroslav Hlinka      | Tjeckien | RW  | 41               | 13               | 37               | 50               | 12       | 4        | 4        | 8        |
| Magnus Johansson     | Sverige  | B   | 52               | 8                | 41               | 49               | 12       | 6        | 4        | 10       |
| Mikael Håkanson      | Sverige  | C   | 39               | 15               | 20               | 35               | 12       | 2        | 5        | 7        |
| Patrik Zackrisson    | Sverige  | RW  | 45               | 16               | 16               | 32               | -        | -        | -        | -        |
| Andreas Jämtin       | Sverige  | RW  | 55               | 18               | 13               | 31               | 12       | 0        | 3        | 3        |
| Joakim Eriksson      | Sverige  | C   | 53               | 6                | 13               | 19               | 12       | 1        | 3        | 4        |
| Daniel Fernholm      | Sverige  | B   | 52               | 3                | 16               | 19               | 12       | 0        | 2        | 2        |
| Jari Tolsa           | Sverige  | LW  | 54               | 7                | 10               | 17               | 9        | 0        | 2        | 2        |
| Pontus Petterström   | Sverige  | LW  | 50               | 4                | 10               | 14               | -        | -        | -        | -        |
| Mattias Carlsson     | Sverige  | RW  | 50               | 6                | 7                | 13               | 12       | 2        | 3        | 5        |
| Niclas Hävelid       | Sverige  | B   | 53               | 3                | 10               | 13               | 12       | 0        | 5        | 5        |
| Erik Andersson       | Sverige  | B   | 51               | 4                | 8                | 12               | 12       | 1        | 0        | 1        |
| Fredrik Emvall       | Sverige  | C   | 55               | 3                | 4                | 7                | 12       | 1        | 0        | 1        |
| Robin Persson        | Sverige  | B   | 55               | 2                | 5                | 7                | 4        | 0        | 1        | 1        |
| Sebastian Karlsson   | Sverige  | LW  | 55               | 3                | 3                | 6                | 12       | 1        | 2        | 3        |
| Martin Laumann Ylven | Norge    | RW  | 54               | 2                | 4                | 6                | 12       | 0        | 0        | 0        |
| Andreas Pihl         | Sverige  | B   | 42               | 1                | 4                | 5                | 12       | 1        | 0        | 1        |
| Fredrik Norrena      | Finland  | MV  | 45               | 0                | 3                | 3                | -        | -        | -        | -        |
| Viktor Ekbom         | Sverige  | B   | 47               | 0                | 2                | 2                | 12       | 0        | 0        | 0        |
| Erik Lindhagen       | Sverige  | C   | 13               | 0                | 1                | 1                | -        | -        | -        | -        |
| Christoffer Aniander | Sverige  | B   | 6                | 0                | 0                | 0                | -        | -        | -        | -        |
| Daniel Holmberg      | Sverige  | RW  | 1                | 0                | 0                | 0                | -        | -        | -        | -        |
| Dennis Bozic         | Sverige  | B   | 5                | 0                | 0                | 0                | 8        | 0        | 0        | 0        |
| Joel Åkesson         | Sverige  | RW  | 1                | 0                | 0                | 0                | -        | -        | -        | -        |
| Klas Dahlbeck        | Sverige  | B   | 6                | 0                | 0                | 0                | 3        | 0        | 0        | 0        |
| Linus Hultström      | Sverige  | B   | 6                | 0                | 0                | 0                | -        | -        | -        | -        |
| Ludvig Driscoll      | Sverige  | RW  | 7                | 0                | 0                | 0                | 4        | 0        | 0        | 0        |
| Mats Frøshaug        | Norge    | LW  | 1                | 0                | 0                | 0                | -        | -        | -        | -        |
| Mattias Bäckman      | Sverige  | B   | 5                | 0                | 0                | 0                | -        | -        | -        | -        |
| Patrik Bengtsson     | Sverige  | B   | 1                | 0                | 0                | 0                | -        | -        | -        | -        |
| Sebastian Ottosson   | Sverige  | RW  | 14               | 0                | 0                | 0                | 10       | 0        | 0        | 0        |
| Viktor Wahlquist     | Sverige  | RW  | 3                | 0                | 0                | 0                | 2        | 0        | 0        | 0        |

| Namn                | Nat     | Pos | GP               | GA               | SO               | Sv%              | GAA              | GP       | GA       | SO       | Sv%      | GAA      |
| Namn                | Nat     | Pos | Ordinarie säsong | Ordinarie säsong | Ordinarie säsong | Ordinarie säsong | Ordinarie säsong | Slutspel | Slutspel | Slutspel | Slutspel | Slutspel |
| ------------------- | ------- | --- | ---------------- | ---------------- | ---------------- | ---------------- | ---------------- | -------- | -------- | -------- | -------- | -------- |
| Fredrik Norrena     | Finland | MV  | 45               | 160              | 4                | 90,77            | 2,44             | 9        | 22       | 1        | 92,17    | 2,35     |
| Christian Engstrand | Sverige | MV  | 13               | 30               | 1                | 91,69            | 2,56             | 4        | 9        | 0        | 90,91    | 2,66     |

### Utespelare
Notera: GP = Spelade matcher; G = Mål; A = Assists; Pts = Poäng
Ordinarie säsong
| Rank | Spelare           | GP | G  | A  | Pts |
| ---- | ----------------- | -- | -- | -- | --- |
| 1.   | Tony Mårtensson   | 55 | 19 | 44 | 63  |
| 2.   | Jan Hlavac        | 38 | 30 | 21 | 51  |
| 3.   | Jaroslav Hlinka   | 41 | 13 | 37 | 50  |
| 4.   | Magnus Johansson  | 52 | 8  | 41 | 49  |
| 5.   | Mikael Håkanson   | 39 | 15 | 20 | 35  |
| 6.   | Patrik Zackrisson | 45 | 16 | 16 | 32  |
| 7.   | Andreas Jämtin    | 55 | 18 | 13 | 31  |
| 8.   | Joakim Eriksson   | 53 | 6  | 13 | 19  |
| 9.   | Daniel Fernholm   | 52 | 3  | 16 | 19  |
| 10.  | Jari Tolsa        | 54 | 7  | 10 | 17  |

Slutspel
| Rank | Spelare            | GP | G | A | Pts |
| ---- | ------------------ | -- | - | - | --- |
| 1.   | Jan Hlavac         | 12 | 6 | 6 | 12  |
| 2.   | Tony Mårtensson    | 12 | 5 | 7 | 12  |
| 3.   | Magnus Johansson   | 12 | 6 | 4 | 10  |
| 4.   | Jaroslav Hlinka    | 12 | 4 | 4 | 8   |
| 5.   | Mikael Håkanson    | 12 | 2 | 5 | 7   |
| 6.   | Mattias Carlsson   | 12 | 2 | 3 | 5   |
| 7.   | Niclas Hävelid     | 12 | 0 | 5 | 5   |
| 8.   | Joakim Eriksson    | 12 | 1 | 3 | 4   |
| 9.   | Sebastian Karlsson | 12 | 1 | 2 | 3   |
| 10.  | Andreas Jämtin     | 12 | 0 | 3 | 3   |

Uppdaterad efter slutspelet 2010

### Målvakter
Notera: GP = Spelade matcher; GA = Insläppta mål; SO = Hållit nollan; Sv% = Räddningsprocent; GAA = Insläppta mål i genomsnitt
Ordinarie säsong
| Spelare             | GP | GA  | SO | Sv%   | GAA  |
| ------------------- | -- | --- | -- | ----- | ---- |
| Fredrik Norrena     | 45 | 106 | 4  | 90.77 | 2.44 |
| Christian Engstrand | 13 | 30  | 1  | 91.69 | 2.56 |

Uppdaterad efter grundserien 2010
Slutspel
| Spelare             | GP | GA | SO | Sv%   | GAA  |
| ------------------- | -- | -- | -- | ----- | ---- |
| Fredrik Norrena     | 9  | 22 | 1  | 92.17 | 2.35 |
| Christian Engstrand | 4  | 9  | 0  | 90.91 | 2.66 |

Uppdaterad efter slutspelet 2010

## Transaktioner
| Nyförvärv till LHC | Nyförvärv till LHC | Nyförvärv till LHC |
| ------------------ | ------------------ | ------------------ |
| Spelare            | Tidigare klubb     | Kontrakt           |
| Erik Andersson     | Skellefteå AIK     | 2 år               |
| Magnus Johansson   | Atlant Mytisjtji   | 3 år               |
| Tony Mårtensson    | Ak Bars Kazan      | 3 år               |
| Fredrik Norrena    | Ak Bars Kazan      | 2 år               |
| Sebastian Karlsson | Rögle BK           | 3 år               |
| Erik Lindhagen     | Växjö Lakers       | 1 år               |
| Niclas Hävelid     | New Jersey Devils  | 1+1 år             |
| Jari Tolsa         | Espoo Blues        | år                 |

| Förlänger med LHC | Förlänger med LHC |
| ----------------- | ----------------- |
| Spelare           | Kontrakt          |
| Axel Brage        | 2 år              |
| Viktor Ekbom      | 2 år              |
| Mikael Håkanson   | 3 år              |
| Jan Hlavac        | 1 år              |
| Fredrik Emvall    | 1 år              |
| Andreas Pihl      | 1+1 år            |
| Dennis Bozic      | 1 år              |
| Robin Persson     | 1 år              |
| Erik Lindhagen    | 1 år              |
| Jari Tolsa        | 2 år              |

| Lämnar LHC        | Lämnar LHC              |
| ----------------- | ----------------------- |
| Spelare           | Nytt lag                |
| Daniel Henriksson | Slutar                  |
| Eric Beaudoin     | Rögle BK                |
| Niklas Persson    | Neftechimik Nizjnekamsk |
| Pekka Saravo      | Tappara                 |
| Calle Gunnarsson  | Toronto Maple Leafs     |
| Teemu Aalto       | Kärpät                  |

## Laguppställning

### Vanligaste startfemman
| Land     | Nr | Pos. | Namn              |
| -------- | -- | ---- | ----------------- |
| Finland  | 1  | MV   | Fredrik Norrena   |
| Sverige  | 28 | VB   | Niclas Hävelid    |
| Sverige  | 5  | HB   | Daniel Fernholm   |
| Sverige  | 19 | VY   | Patrik Zackrisson |
| Tjeckien | 71 | C    | Jaroslav Hlinka   |
| Sverige  | 91 | HY   | Andreas Jämtin    |

Senast uppdaterad: 26 maj 2010

### Fotnoter
1. ↑  ”Nordic Trophy 2009 becomes a Swedish affair” (på engelska). Nordic Trophy. Nordic Trophy AB. 16 juni 2009. http://www.nordictrophy.com/news.php?news=132. Läst 16 juni 2009.
2. ↑  ”Tvåårskontrakt för två talanger”. Linköpings HC. 13 januari 2009. http://www.linkopinghc.com/index.php?articleid=418. Läst 28 maj 2010.[död länk]
3. ↑  ”Johan Fransson lämnar LHC”. Linköpings HC. 21 januari 2009. http://www.linkopinghc.com/index.php?articleid=426. Läst 28 maj 2010.[död länk]
4. ↑  ”Jonas Fransson lämnar LHC”. Linköpings HC. 22 januari 2009. http://www.linkopinghc.com/index.php?articleid=429. Läst 28 maj 2010.[död länk]
5. ↑  ”LHC förlänger inte med Hento”. Linköpings HC. 19 mars 2009. http://www.linkopinghc.com/index.php?articleid=462. Läst 28 maj 2010.[död länk]
6. ↑  ”Beaudoin lämnar Linköping”. Linköpings HC. 22 mars 2009. http://www.linkopinghc.com/index.php?articleid=466. Läst 28 maj 2010.[död länk]
7. ↑  ”Musse och LHC förlänger”. Linköpings HC. 27 mars 2009. http://www.linkopinghc.com/index.php?articleid=470. Läst 28 maj 2010.[död länk]
8. ↑  ”Erik Andersson klar för LHC”. Linköpings HC. 31 mars 2009. http://www.linkopinghc.com/index.php?articleid=475. Läst 28 maj 2010.[död länk]
9. ↑  ”Två återvändare och tre nyförvärv”. Linköpings HC. 14 april 2009. http://www.linkopinghc.com/index.php?articleid=479. Läst 28 maj 2010.[död länk]
10. ↑  ”Persson klar för Nizjnekamsk”. Linköpings HC. 20 april 2009. http://www.linkopinghc.com/index.php?articleid=484. Läst 28 maj 2010.[död länk]
11. ↑  ”Saravo lämnar Linköpings HC”. Linköpings HC. 22 april 2009. http://www.linkopinghc.com/index.php?articleid=488. Läst 28 maj 2010.[död länk]
12. ↑  ”Niclas Hävelid klar för LHC”. Linköpings HC. 14 maj 2009. http://www.linkopinghc.com/index.php?articleid=500. Läst 28 maj 2010.[död länk]
13. ↑  ”Emvall och Hlavac skriver nytt”. Linköpings HC. 27 maj 2009. http://www.linkopinghc.com/index.php?articleid=503. Läst 28 maj 2010.[död länk]
14. ↑  ”Calle lämnar LHC”. Linköpings HC. 3 juni 2009. http://www.linkopinghc.com/index.php?articleid=507. Läst 28 maj 2010.[död länk]
15. ↑  ”Klart med ännu en back”. Linköpings HC. 11 juni 2009. http://www.linkopinghc.com/index.php?articleid=512. Läst 28 maj 2010.[död länk]
16. ↑  ”Teemu Aalto lämnar LHC”. Linköpings HC. 3 augusti 2009. http://www.linkopinghc.com/index.php?articleid=526. Läst 28 maj 2010.[död länk]
17. ↑  ”Jari Tolsa förstärker LHC”. Linköpings HC. 15 september 2009. http://www.linkopinghc.com/index.php?articleid=541. Läst 28 maj 2010.[död länk]
18. ↑  ”LHC förlänger med Jari Tolsa”. Linköpings HC. 18 december 2008. http://www.linkopinghc.com/index.php?articleid=636. Läst 28 maj 2010.[död länk]
19. ↑  ”Elitserien: Overview”. Svenska Ishockeyförbundet. http://stats.swehockey.se/ScheduleAndResults/Overview/9024. Läst 3 oktober 2018.